# Pierre Saint-Julien
La Pierre Saint-Julien est un menhir sculpté en grès rose d'une hauteur de 4,55 mètres, situé au Mans, en France.
Ce menhir est aussi appelé la « pierre au lait » (sans doute une déformation de la pierre lée ou pierre levée), goutte de lait, pierre de sang (des exécutions), caillou de Gargantua, pierre des païens.

## Description
Le menhir est un « grès à Sabals » rose veiné d'âge éocène. Il est situé à l'angle sud de la façade occidentale romane de la cathédrale Saint-Julien, dans la ville du Mans, dans le département français de la Sarthe.

## Historique
Ce menhir date de l'époque préhistorique, témoin de mégalithes érigés il y a cinq millénaires. Il a été installé « place Saint Michel » en 1778, à la suite de la destruction du « dolmen de la Pierre au lait » et est dressé depuis contre un mur à l'angle sud de la façade occidentale de la cathédrale du Mans. La tradition veut que la pierre ait l'apparence d'une femme portant un drapé (draperies issues du processus intra-sédimentaire du grès) et que l'orifice au centre soit son nombril, si bien que les visiteurs de passage dans la ville posent leur pouce dans ce « nombril du Mans ». L'orifice est une cupule dans laquelle les jeunes femmes se frottaient le doigt pour être fécondes, si bien que cette action répétée lui a donné un véritable poli.
Le menhir fait l’objet d’un classement au titre des monuments historiques depuis 1889.